# Arnaud Démare
Arnaud Démare, né le 26 août 1991 à Beauvais, est un coureur cycliste français, membre de l'équipe Arkéa-B&B Hotels depuis août 2023. Spécialiste du sprint, il est notamment champion du monde espoirs en 2011, champion de France sur route en 2014, 2017 et 2020 et lauréat de la Vattenfall Cyclassics 2012, de Milan-San Remo 2016 et de Paris-Tours 2021 et 2022. Sur les grands tours, il a remporté deux étapes du Tour de France, huit étapes sur le Tour d'Italie ainsi que le classement par points du Tour d'Italie en 2020 et 2022.

## Biographie

### Débuts dans les catégories de jeunes
Arnaud Démare naît le 26 août 1991 à Beauvais (Oise). Ses parents ont tous deux pratiqué le cyclisme. Il prend sa première licence à cinq ans, au Cyclo-club de Formerie, présidé par son oncle. Il commence par le VTT, puis se tourne vers le cyclisme sur route en catégorie benjamin. En cadets, il obtient de bons résultats, dont une troisième place au championnat de France de cette catégorie en 2007. L'année suivante, il rejoint le Team Wasquehal Junior,. Il commence alors à travailler avec Hervé Boussard, qui restera son entraîneur jusqu'à sa mort en 2013,.
En 2009, il s'impose en solitaire lors du Signal d'Écouves, une épreuve nationale junior, disputée sur un parcours relativement sélectif à Alençon. Il obtient cette année-là deux médailles aux championnats internationaux juniors. Il termine tout d'abord troisième du championnat d'Europe sur route puis deuxième du championnat du monde sur route. En 2010, il rejoint l'équipe du CC Nogent-sur-Oise. En juillet, il termine troisième du championnat d'Europe sur route espoirs, juste devant son coéquipier Nacer Bouhanni. Après le sprint, Démare reproche à Bouhanni de l'avoir gêné, les deux sprinteurs ne s'étant pas fait de cadeau et ont finalement terminé à trois secondes des deux premiers. Démare remporte ensuite sa première victoire lors d'une course de l'UCI Europe Tour quelques jours plus tard en s'imposant lors du Grand Prix de Pérenchies. À la fin de la saison 2010, il est sélectionné par Bernard Bourreau pour participer au championnat du monde dans la catégorie espoirs (moins de 23 ans) à Melbourne, en Australie, où il termine cinquième de la course en ligne. Il remporte le Vélo d'or français dans la catégorie espoirs pour la saison 2010.
Son début de saison est marqué par plusieurs victoires lors de courses du calendrier amateur français. Par la suite avec l'équipe de France espoirs, il remporte la Côte picarde et deux étapes de la Coupe des nations Ville Saguenay. Il termine également quatrième de Paris-Roubaix espoirs. Démare finit l'année 2011 au sein de l'équipe FDJ. Il signe par ailleurs un contrat de 2 ans avec cette équipe. En juillet, il remporte la Ronde pévéloise, devançant au sprint Yauheni Hutarovich et Denis Flahaut. Pour ses débuts avec la FDJ en tant que stagiaire, il participe au Tour du Poitou-Charentes. Présent en tant qu'équipier de Yauheni Hutarovich, celui-ci remporte la deuxième étape de la course. Démare, lui, obtient la troisième place de la première étape.
Le 23 septembre 2011, il remporte la course en ligne des moins de 23 ans des championnats du monde, à Copenhague. Il devance au sprint son coéquipier en équipe de France Adrien Petit qui lui lance le sprint, passé comme lui par l'équipe Wasquehal Junior et le CC Nogent-sur-Oise.

### 2012: débuts professionnels

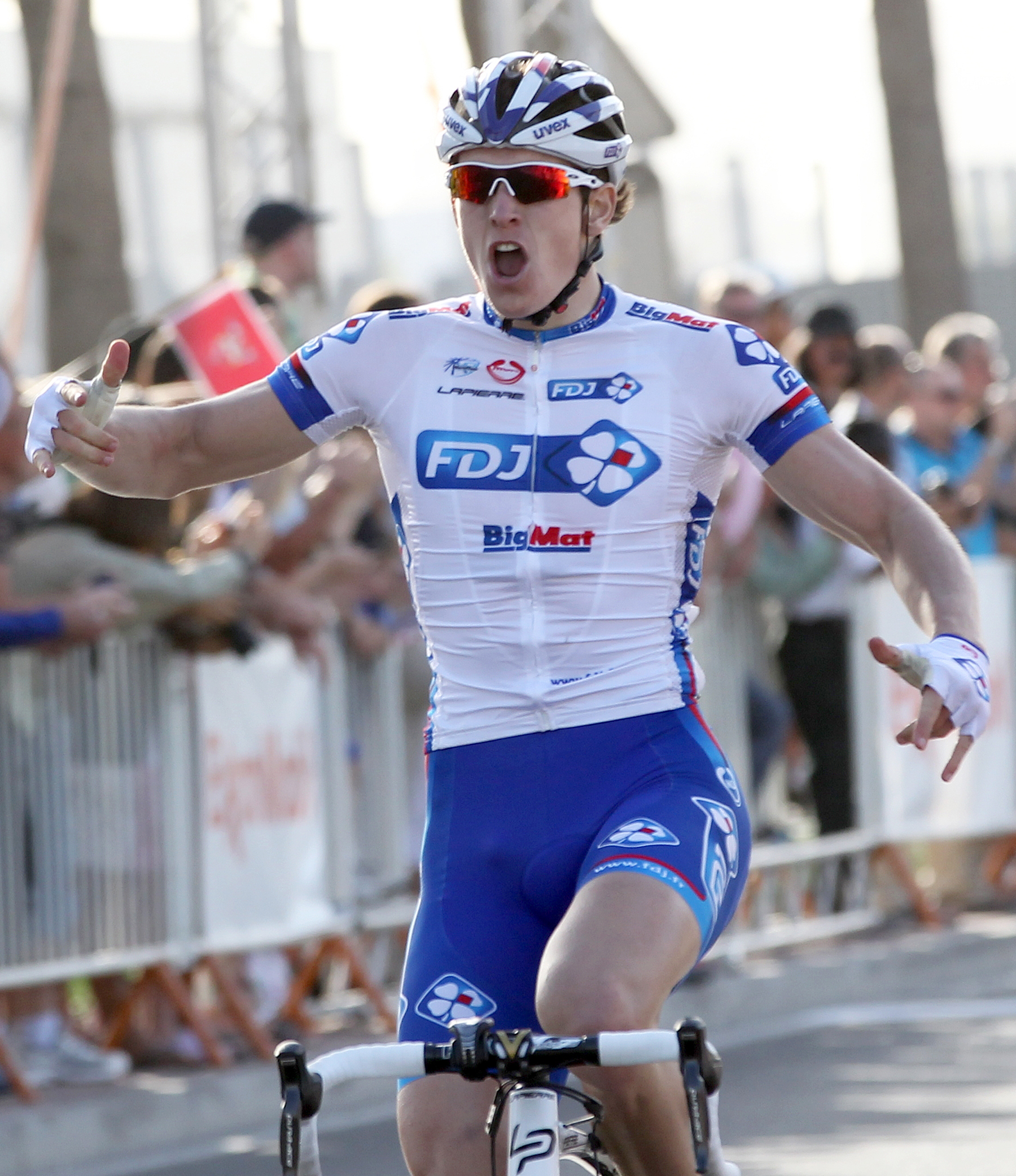
Arnaud Démare lors de sa victoire d'étape au Tour du Qatar

En 2012, pour sa première course chez les professionnels, il remporte au sprint la 6e étape du Tour du Qatar, idéalement lancé par Mickaël Delage. Sur sa première semi-classique, Kuurne-Bruxelles-Kuurne, il est censé emmener le sprint pour Yauheni Hutarovich mais le collectif FDJ est désorganisé dans le final. Hutarovich est deuxième derrière Mark Cavendish, Démare étant quatrième. Il gagne trois jours plus tard le Samyn. Lors de sa course suivante, les Trois Jours de Flandre-Occidentale, Démare, dominé par Francesco Chicchi lors du sprint final de la première étape, remporte le lendemain la deuxième étape en devançant au sprint le Russe de l'équipe Katusha Alexander Porsev. Il remporte ensuite sa première victoire en France en tant que professionnel sur Cholet-Pays de Loire. Prévu dans l'équipe FDJ-BigMat pour Paris-Roubaix, Démare ne peut y participer en raison de douleurs à un poignet. Il revient à la compétition le 12 avril lors du Grand Prix de Denain où il termine cinquième du sprint d'arrivée. Trois jours plus tard, il se classe quatrième du Tro Bro Leon.
Démare dispute en mai son premier grand tour lors du Tour d'Italie. Il y obtient comme meilleur résultat une quatrième place sur la 3e étape. Figurant à trois autres reprises dans les dix premiers d'étape, il abandonne au cours de la 14e étape. Il remporte le mois suivant une étape de la Route du Sud. Deuxième de Halle-Ingooigem derrière son coéquipier Nacer Bouhanni le 20 juin, Démare est une nouvelle fois devancé au sprint par Bouhanni lors du championnat de France sur route disputé à Saint-Amand-les-Eaux quatre jours plus tard.
Démare fait partie des quatre coureurs français sélectionnés par Laurent Jalabert pour la course en ligne des Jeux olympiques de 2012. Il en prend la trentième place, terminant quatrième du sprint du peloton. Trois semaines plus tard, le 19 août, il remporte sa première classique UCI World Tour lors de la Vattenfall Cyclassics devant André Greipel. Âgé de 20 ans seulement lors de cette victoire, il est le plus jeune coureur au palmarès de la classique allemande.

### 2013: victoires sur la London Ride Classic et les Quatre Jours de Dunkerque

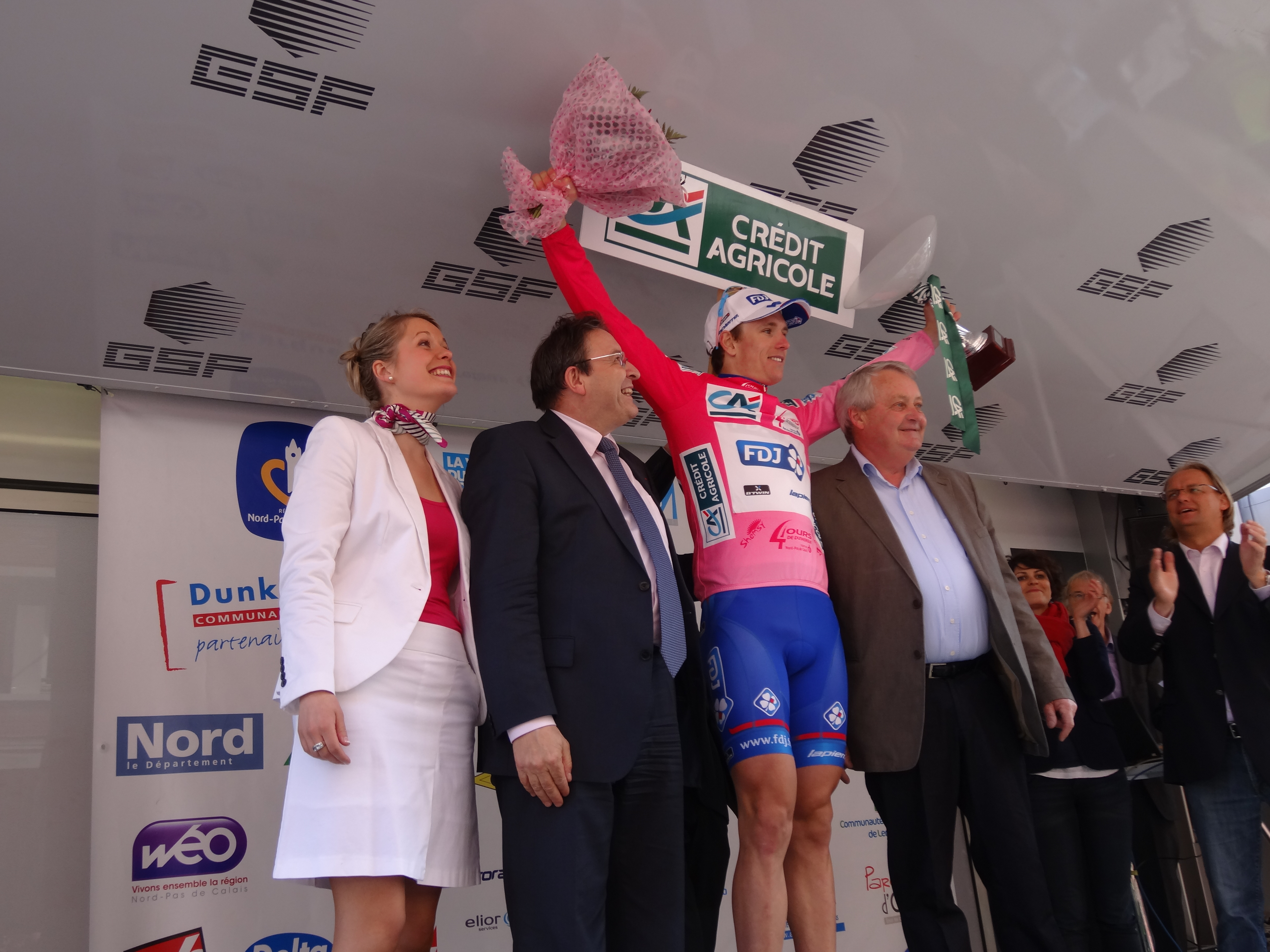
Arnaud Démare, sur le podium après sa victoire aux Quatre Jours de Dunkerque 2013.

Arnaud Démare commence sa saison en janvier en Australie où il est deuxième derrière André Greipel de la première étape du Tour Down Under. Après Tirreno-Adriatico, Démare s'oriente vers la découverte de Milan-San Remo (129e) puis des classiques flandriennes,. Douzième de Gand-Wevelgem, il obtient deux places d'honneur lors de sprints remportés par Peter Sagan et Mark Cavendish aux Trois Jours de La Panne, ce qui lui permet de prendre la tête de l'épreuve durant une étape. 24e du Tour des Flandres puis 90e de Paris-Roubaix pour sa première participation à ces courses,, il remporte sa première victoire de la saison au sprint le 11 avril lors du Grand Prix de Denain où il devance Bryan Coquard et Nacer Bouhanni. Le 1er mai, Démare s'impose à nouveau dans le Nord-Pas-de-Calais, cette fois lors de la première étape des Quatre Jours de Dunkerque et récidive lors des deuxième et troisième étapes de l'épreuve. Il remporte aussi le général, sa première victoire sur une course à étapes. Lors du Tour de Suisse, il remporte la quatrième étape devant Goss, Degenkolb, Kristoff et Sagan. Le lendemain, il prend la troisième place de la cinquième étape. Au mois d'août, il s'impose lors de la London Ride Classic, sur le parcours des Jeux olympiques 2012, une victoire qu'il dédie à Hervé Boussard, son entraîneur, décédé quelques semaines auparavant. Le 13 août, il remporte la deuxième étape de l'Eneco Tour, ce qui lui permet de prendre la tête du classement général qu'il perdra au soir de la quatrième étape au profit de Lars Boom. Le 22 septembre, il s'impose au Grand Prix d'Isbergues, démontrant ainsi sa motivation et son aisance sur les courses du Nord de la France.

### 2014: quinze victoires

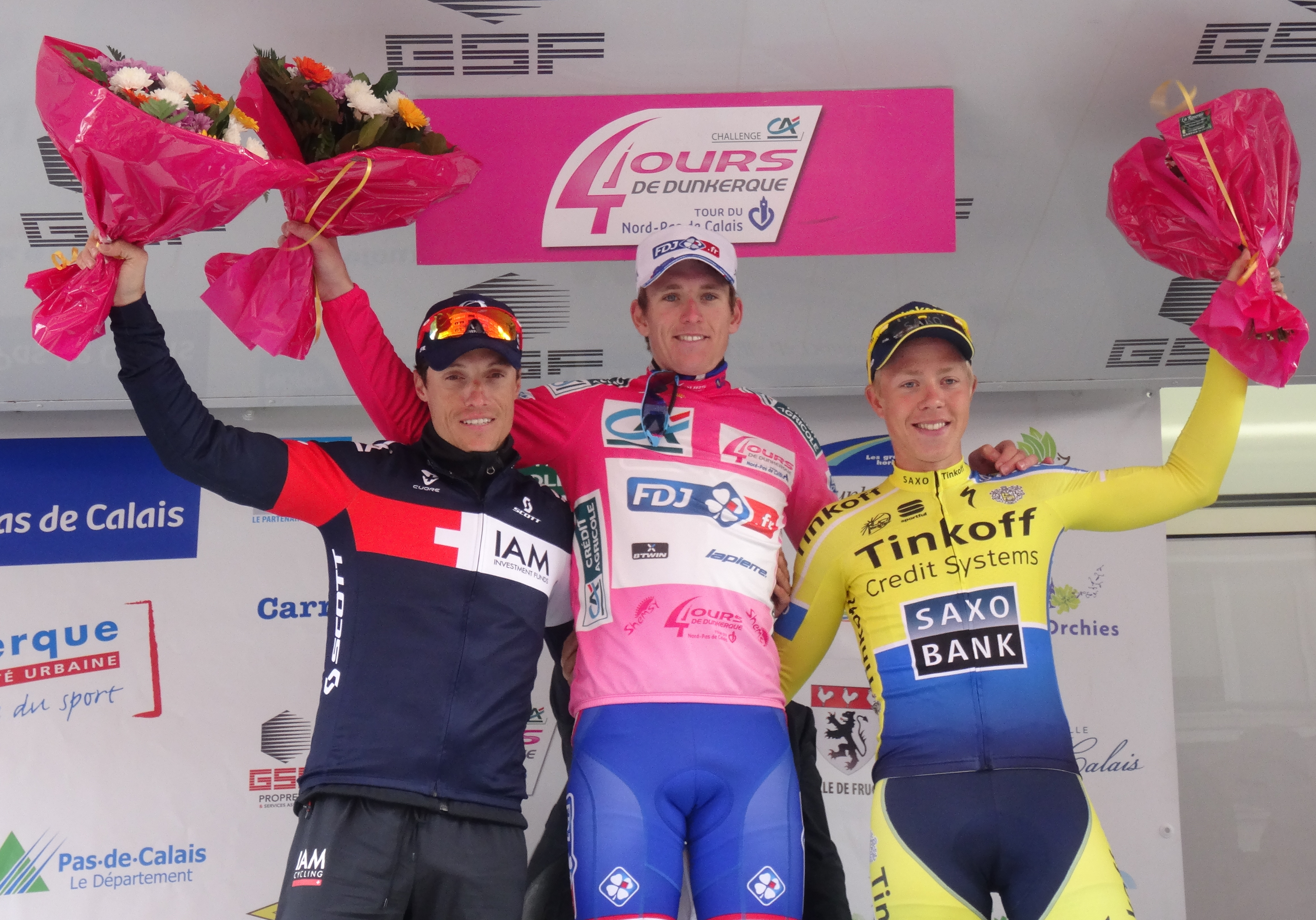
Podium de l'édition 2014 des Quatre Jours de Dunkerque : Sylvain Chavanel (2e), Arnaud Démare (1er), et Michael Valgren (3e).

Arnaud Démare remporte sa première victoire de la saison lors de la 6e étape du Tour du Qatar. Fin mars, en World Tour, Démare est deuxième de Gand-Wevelgem. Il est battu au sprint final par John Degenkolb et termine devant Peter Sagan. Sur Paris-Roubaix, il subit une chute et plusieurs crevaisons. Il termine la course en douzième position. Après cette course, il annonce prolonger son contrat avec FDJ.fr jusque le terme de l'année 2016.
De retour en compétition en mai aux Quatre Jours de Dunkerque, Démare en remporte les deux premières étapes au sprint. Sur la défensive lors des étapes plus vallonnées, il parvient à conserver son maillot rose de leader de la course contre ses adversaires, principalement Sylvain Chavanel, deuxième, pour s'imposer au classement final à Dunkerque pour la deuxième année consécutive,,. Il rejoint Jacques Anquetil et Freddy Maertens dans le palmarès, les seuls à avoir précédemment réussi cette performance. La semaine suivante, il gagne deux étapes au sprint et le classement général du Tour de Picardie. Il participe ensuite en juin sans succès au Critérium du Dauphiné.
Dans un contexte de rivalité interne avec Nacer Bouhanni qui se manifeste pour la sélection pour le Tour de France, un seul sprinteur est retenu et il s'agit finalement de Démare,,. Cette décision accélère le départ de l'équipe de Bouhanni qui s'engage avec l'équipe Cofidis pour 2015. Dans la semaine qui suit, Démare gagne au sprint Halle-Ingooigem puis le championnat de France sur route où FDJ.fr réalise le doublé avec la deuxième place de Bouhanni, deux ans après un doublé inverse.
Lors du Tour de France, il obtient pour meilleur résultat une troisième place sur deux étapes. Il est également coéquipier de Thibaut Pinot qui se classe troisième du classement général. En fin de saison, Démare remporte le Championnat des Flandres, le Grand Prix d'Isbergues et l'Eurométropole Tour avec trois étapes. En fin de saison, avec ses quinze victoires, le Français est le deuxième coureur le plus victorieux sur le plan quantitatif de la saison sur l'ensemble des courses de l'UCI World Tour et des circuits continentaux derrière André Greipel qui en compte seize. Cependant, il ne remporte aucune course au niveau World Tour contrairement à des rivaux tels que Marcel Kittel, Greipel ou son coéquipier Bouhanni.

### 2015: échec sur les classiques, recul dans la hiérarchie du sprint

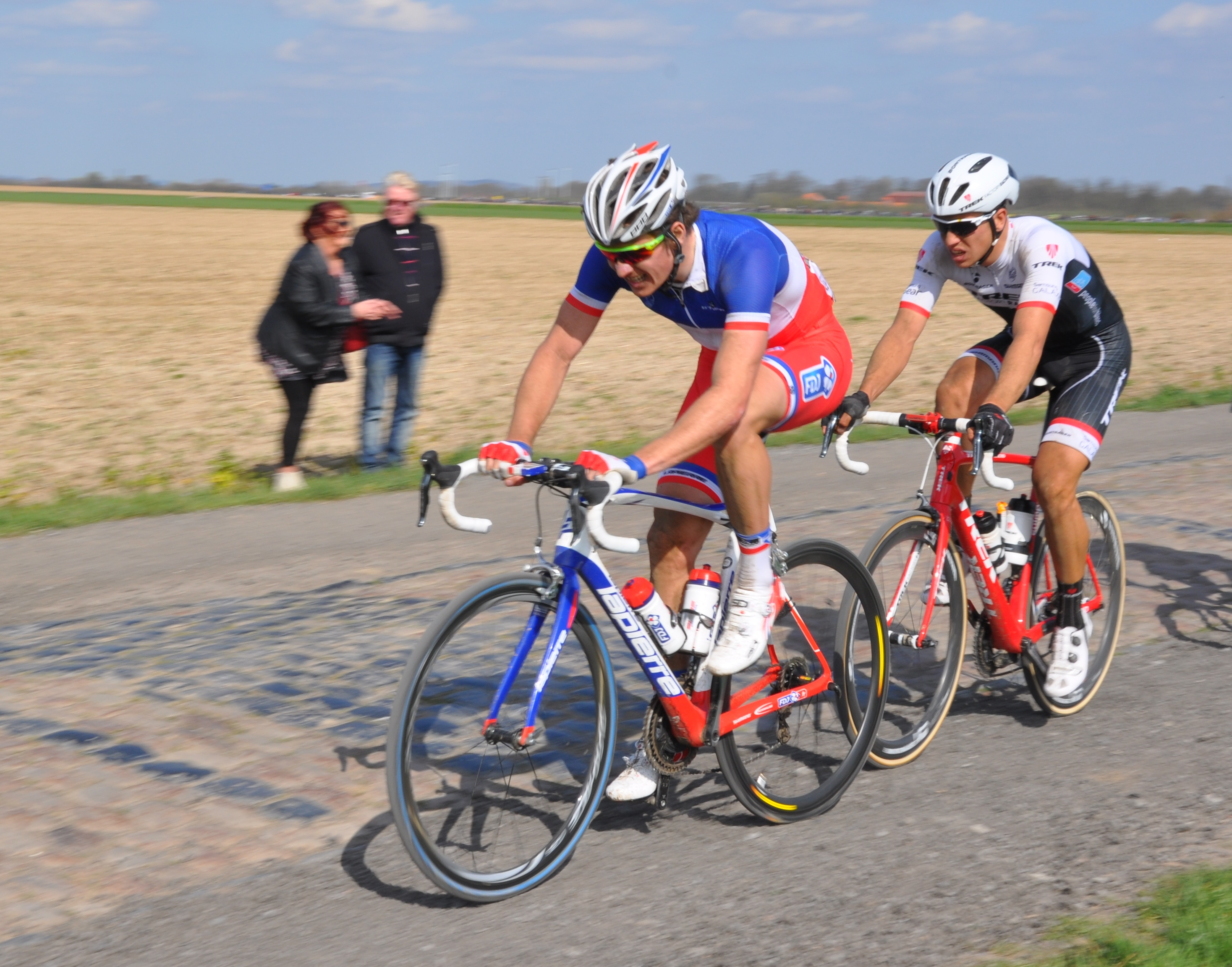
Arnaud Démare avec le maillot de Champion de France lors de Paris-Roubaix 2015

Arnaud Démare aborde 2015 avec l'objectif de s'impliquer davantage sur les principales courses du calendrier, et de viser des résultats sur les classiques et notamment Paris-Roubaix, un objectif de carrière,. Après un début de saison sans victoire et avec pour meilleur résultat une deuxième place derrière André Greipel lors de la deuxième étape de Paris-Nice, Démare commence les classiques où il n'obtient aucun résultat significatif. 127e de Milan-San Remo où il chute, il est ensuite 23e du Tour des Flandres où il est victime d’un problème mécanique puis 37e de Paris-Roubaix perturbé pour lui par une crevaison,.
Après un mois sans compétition, Démare reprend au Tour de Picardie puis remporte deux étapes du Tour de Belgique où il devance à chaque fois Tom Boonen. Sélectionné pour le Tour de France, il est esseulé pour les sprints, son équipe étant concentrée sur la lutte pour le classement général avec Thibaut Pinot. Démare n'obtient comme meilleur résultat qu'une cinquième place lors de l'arrivée aux Champs-Élysées. Au niveau World Tour, il obtient une deuxième place derrière Boonen lors de la troisième étape de l'Eneco Tour puis la sixième place lors de la Vattenfall Cyclassics que remporte l’Allemand André Greipel.
Démare est sélectionné pour la course en ligne des championnats du monde de Richmond. Un temps en balance avec Bryan Coquard, celui-ci annonce au sélectionneur Bernard Bourreau le jour du Grand Prix cycliste de Québec qu'il renonce à la sélection, ce qui permet de confirmer la sélection de Démare. Il est un des chefs de file français avec l'autre sprinteur Nacer Bouhanni ainsi que les puncheurs Julian Alaphilippe et Tony Gallopin. Bourreau pense que Démare et Bouhanni peuvent cohabiter, que les aptitudes de Démare sur les classiques flandriennes sont utiles sur une course se rapprochant de ce profil et déclare qu'en cas de sprint, Bouhanni est le chef de file de la sélection. Démare se classe 38e d'une course gagnée en solitaire par Peter Sagan.
Après ces championnats du monde, Démare est en octobre quatrième du Tour de Vendée puis de Paris-Bourges et douzième de Paris-Tours. Au terme de cette saison, Démare n'a pas obtenu de résultats significatifs sur les classiques flandriennes et ne compte donc que deux victoires, marquant de sa part un recul dans la hiérarchie des sprinteurs.

### 2016: victoire sur Milan-San Remo
En 2016, Arnaud Démare déclare cibler les classiques d'avril, le Tour d'Italie, où il compte disposer d'une équipe centrée sur lui, et la course en ligne des championnats du monde du Qatar. Il ne souhaite pas participer au Tour de France, ne souhaitant pas être isolé dans une équipe jouant le classement général avec Thibaut Pinot. En plus des stages d'entraînement avec son équipe, Démare effectue à la fin du mois de décembre 2015 une préparation individuelle aux Îles Canaries. En début de saison, il fait partie de l'équipe FDJ qui remporte la première étape de La Méditerranéenne disputée en contre-la-montre par équipes, ce qui constitue une première pour la formation française dans toute son histoire. Le lendemain, il est lauréat de la deuxième étape, ce qui lui permet de prendre la tête de l'épreuve à la place de son coéquipier Matthieu Ladagnous. Début mars, il remporte la première étape de Paris-Nice mais abandonne ensuite cette épreuve en raison d'un problème musculaire. Le 19 mars, lors de Milan-San Remo où il est attendu pour viser une place dans les dix premiers, il subit une chute à une trentaine de kilomètres de l'arrivée mais parvient avec l'aide de ses coéquipiers à rejoindre le peloton au pied du Poggio. La décision s'effectue au sprint et Démare, qui évite la gêne causée par la chute de Fernando Gaviria, s'impose devant Ben Swift et Jürgen Roelandts. Il est le premier Français depuis Laurent Jalabert lors du Tour de Lombardie 1997 à remporter un monument du cyclisme. Néanmoins, une polémique apparait le lendemain, quand deux concurrents accusent Démare d'avoir monté la Cipressa accroché à la voiture de son directeur sportif. Plusieurs concurrents confirment, mais faute de preuve visuelle aucune suite n'est donnée.
Cinquième ensuite de Gand-Wevelgem, il abandonne lors du Tour des Flandres après une chute qui l'amène également à ne pas participer à Paris-Roubaix.
En juin, son contrat avec l'équipe FDJ est prolongé jusqu'en fin d'année 2018.
Démare est sélectionné pour la course en ligne des championnats du monde. Il est un des chefs de file français avec l'autre sprinteur Nacer Bouhanni et bénéficie du soutien de ses coéquipiers de FDJ William Bonnet, Yoann Offredo et Marc Sarreau.

### 2017: champion de France et première victoire au Tour de France

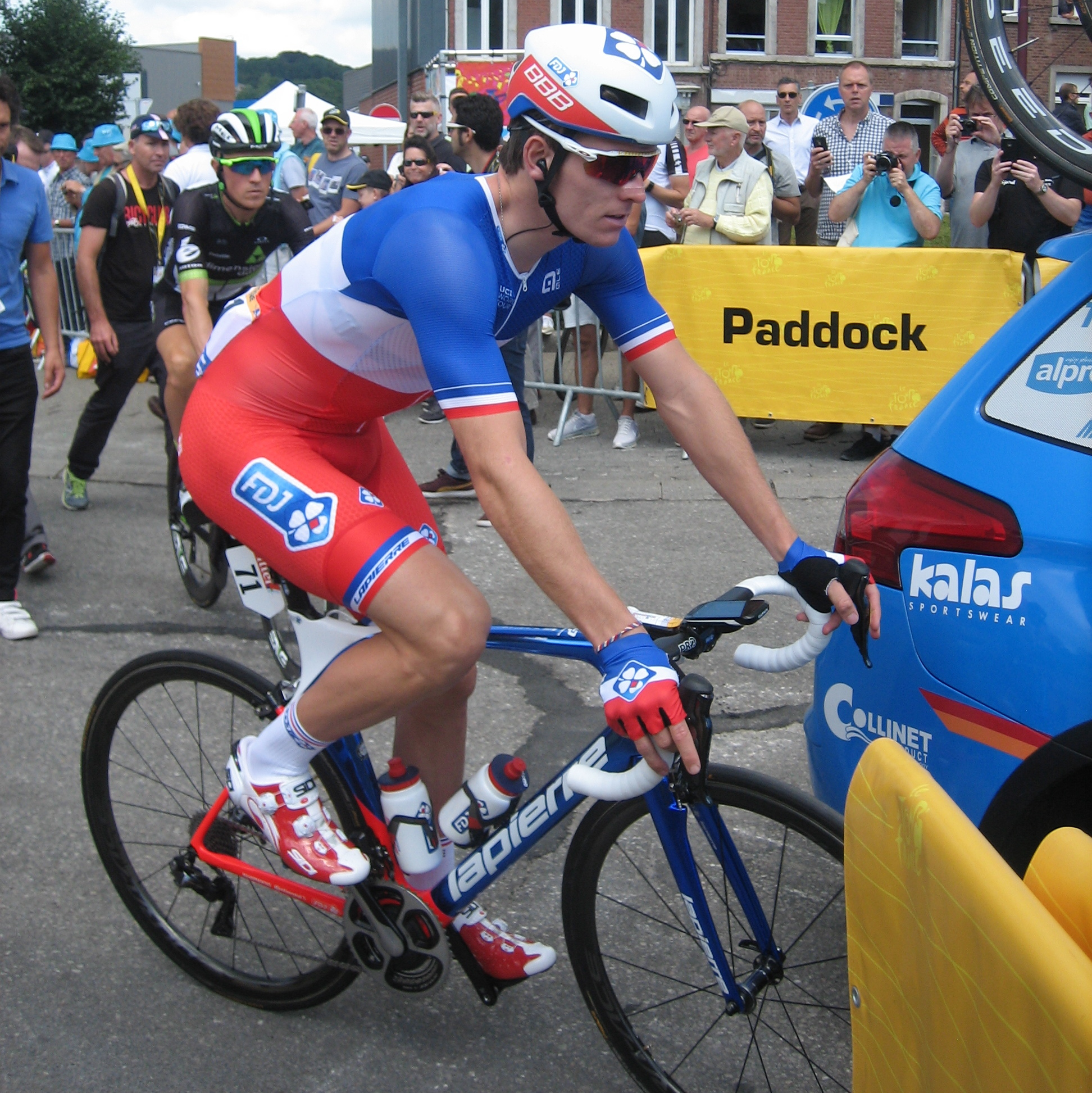
Avec le maillot de champion de France (en 2017).

En 2017, Arnaud Démare vise les classiques d'avril et le Tour de France où il doit bénéficier de l'appui de plus de coéquipiers que lors de ses précédentes participations, le chef de file de FDJ pour les classements généraux Thibaut Pinot privilégiant le Tour d'Italie. Pour l'aider dans les sprints, l'équipe recrute Davide Cimolai, Jacopo Guarnieri et Ignatas Konovalovas, Marc Sarreau et Mickaël Delage complétant le « train » de Démare. Delage, poisson-pilote jusqu'en 2016, a désormais un rôle plus en amont du sprint de Démare, Guarnieri devenant le poisson-pilote. Pour sa reprise lors de l'Étoile de Bessèges, Démare gagne les première et quatrième étapes, à chaque fois devant Alexander Kristoff. Lors de Paris-Nice, la première étape est marquée par des bordures puis une attaque de Julian Alaphilippe dans la dernière difficulté du jour. Seul Démare arrive à le suivre et le domine ensuite au sprint et prend donc la tête du classement général.
Il signe ensuite une sixième place sur Milan-San Remo, terminant troisième du sprint du peloton, après avoir été surpris par Michal Kwiatowski, Peter Sagan et Julian Alaphilippe. Début avril il règle le sprint du premier groupe de chasse sur Paris-Roubaix, terminant sixième.

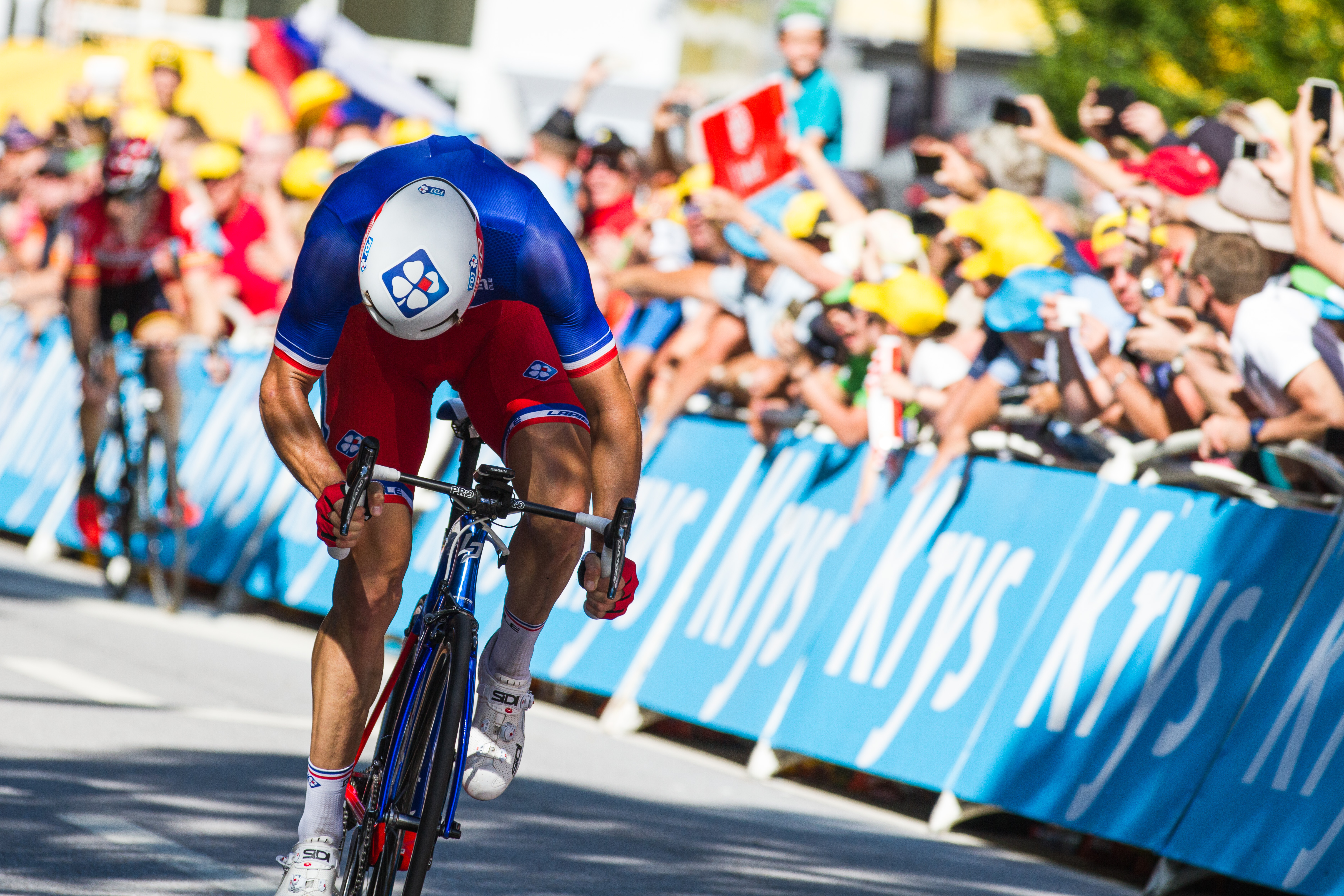
Arnaud Démare produisant son effort sur le sprint de la quatrième étape du Tour de France 2017, qu'il remporte.

Le 25 juin 2017, il domine Nacer Bouhanni au sprint et devient pour la seconde fois champion de France de cyclisme sur route, cette fois à Saint-Omer. Conformément aux objectifs définis en début de saison, Démare aborde le Tour de France en tant que chef de file de son équipe et bénéficie de plusieurs coureurs à son service pour les sprints. Deuxième de la deuxième étape derrière Marcel Kittel, Démare remporte le 4 juillet à Vittel sa première victoire sur le Tour de France lors de la quatrième étape. Dans un final émaillé par des chutes qui mènent notamment à l'abandon du sprinteur Mark Cavendish et à l'exclusion de Peter Sagan, Démare devance Alexander Kristoff et revêt, pour la première fois de sa carrière, le maillot vert, un maillot distinctif qu'il ambitionne de gagner à Paris. Il termine à la deuxième place lors de la sixième étape, mais par la suite se plaint de problèmes d'alimentation, et est disqualifié après avoir terminé hors délai à la neuvième étape.

### 2018: nouveau podium sur Milan-San-Remo

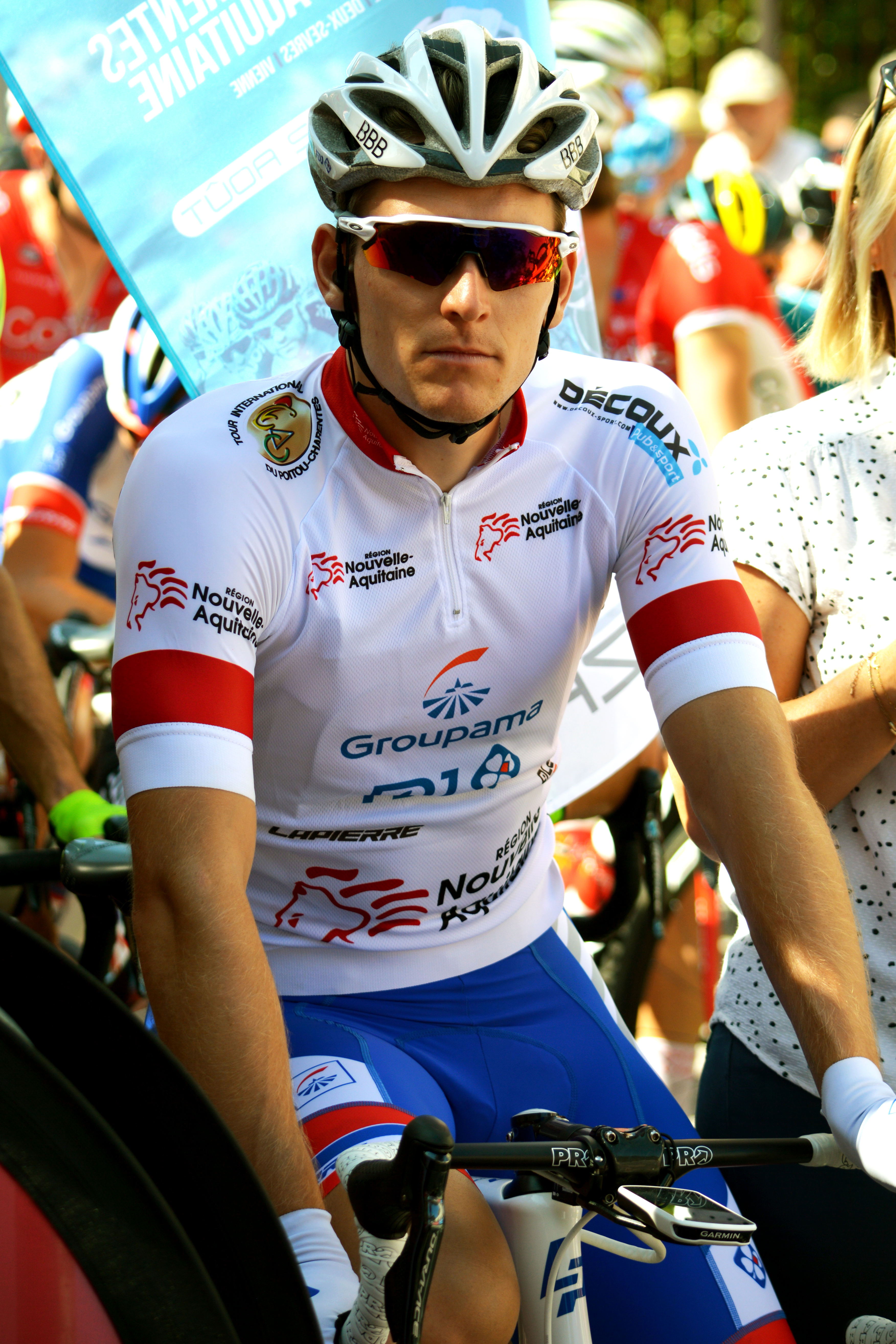
Arnaud Démare portant le maillot de leader du classement général, lors du Tour Poitou-Charentes 2018.

Arnaud Démare bénéficie pour cette saison de l'arrivée dans son équipe du Néerlandais Ramon Sinkeldam qui renforce son « train » pour les sprints. Dans la première partie de saison, Démare s'impose de justesse lors d'un sprint en côte sur la première étape de Paris-Nice. Après avoir terminé deuxième de Kuurne-Bruxelles-Kuurne et troisième de Milan-San Remo, il se classe troisième de Gand-Wevelgem, signant son troisième podium de la saison sur une classique. Il confirme ainsi ses capacités dans ce genre de courses.
De retour à la compétition en juin au Tour de Suisse, il remporte la huitième étape au sprint devant Fernando Gaviria et Alexander Kristoff. Le 26 juillet, lors de la 18ème étape du Tour de France qui arrive à Pau, il gagne au sprint devant Christophe Laporte. En août il termine second de la EuroEyes Cyclassics. Le même mois, il participe au Tour du Poitou-Charentes. Il en remporte toutes les étapes, ce qui inclut un contre-la-montre, le classement général et le classement par points. En septembre, il termine second du Grand Prix de Fourmies derrière le sprinteur allemand Pascal Ackermann.

### 2019: première victoire sur le Tour d’Italie
Arnaud Démare aborde cette saison avec son « train » modifié par le départ de l'équipe de Davide Cimolai dont le contrat n'est pas prolongé. Il ouvre son compteur de victoires le 21 mai, où il remporte son premier succès sur le Tour d'Italie lors de la 10e étape. Il s'impose devant Elia Viviani et Caleb Ewan, alors que le porteur du maillot cyclamen, Pascal Ackermann, chute seul à 1 km de la ligne. Il prend également la tête du classement par points du Giro, que le même Ackermann lui reprend le 30 mai à l’issue d’un sprint massif ayant permis de rattraper in extremis 2 des 3 coureurs de l’échappée matinale, avec l’aide involontaire de l’équipe Groupama-FDJ. Fin juillet, il est sélectionné pour représenter la France aux championnats d'Europe de cyclisme sur route en compagnie de Bryan Coquard. Il s'adjuge à cette occasion la neuvième place de la course en ligne. Il remporte la troisième étape du Tour de Slovaquie en septembre et termine deuxième du classement général final de cette course. Il termine également quatrième de Paris-Tours.

### 2020: au plus haut de la hiérarchie du sprint
La pandémie de Covid-19 qui sévit dans le monde et l'annulation des compétitions qui en découle ne permettent pas à Arnaud Démare de glaner le moindre succès au premier semestre 2020. Malchanceux, il chute au cours d'un entraînement en mai. Il subit une fracture du scaphoïde gauche. Le 5 août, il remporte Milan-Turin, au sprint devant Caleb Ewan et Wout van Aert. Deux semaines plus tard, il est présent sur le Tour de Wallonie. Il y remporte un sprint massif lors de la deuxième étape, gagne la quatrième étape devant Philippe Gilbert à l'issue d'une course disputée dans un final vallonné et remporte le classement général final. Devenant grâce à ces résultats favori du championnat de France sur route, il répond présent sur l'épreuve. Son équipe Groupama-FDJ contrôle la course mais ne peut empêcher Julian Alaphilippe de s'échapper lors de la dernière montée à 4 kilomètres de l'arrivée. Démare, accompagné par Bryan Coquard, réussit à revenir sur Alaphilippe et l'emporte à l'arrivée au sprint devant Coquard et Alaphilippe, s'offrant ainsi le titre national pour la troisième fois. Il est ensuite sélectionné comme chef de file de l'équipe de France pour la course en ligne du championnat d'Europe disputé à Plouay dans le Morbihan. Il remplace Nacer Bouhanni initialement sélectionné et se classe deuxième de cette course remportée par le coureur italien Giacomo Nizzolo. Avec le gain de trois étapes et du classement général du Tour Poitou-Charentes en Nouvelle-Aquitaine, il conclut son mois d'août avec un total de dix succès. Après une coupure de deux semaines, il reprend la compétition sur le Tour du Luxembourg où il empoche une nouvelle victoire. À l'approche de l'objectif principal de sa saison : le Tour d’Italie, il participe à Paris-Chauny où il se classe cinquième. Après la course il déclare ne pas avoir pris de risque et de ne pas avoir jugé bon de tenter de jouer la gagne avec son ancien coéquipier Nacer Bouhanni qui a remporté la course. C'est avec le maillot tricolore sur les épaules que le champion français s'attaque au Tour d’Italie où il est entouré par ses fidèles coéquipiers Jacopo Guarnieri, Ramon Sinkeldam ou encore Ignatas Konovalovas. Toujours en forme, il s'adjuge quatre étapes au cours du Giro et gagne le maillot cyclamen du classement par points. Avec 14 victoires engrangées lors de l'année 2020, il termine en tête du classement des coureurs ayant remporté le plus de victoires devant Primož Roglič (12 victoires), Tadej Pogačar et Remco Evenepoel (9 victoires chacun).

### 2021: première victoire sur Paris-Tours

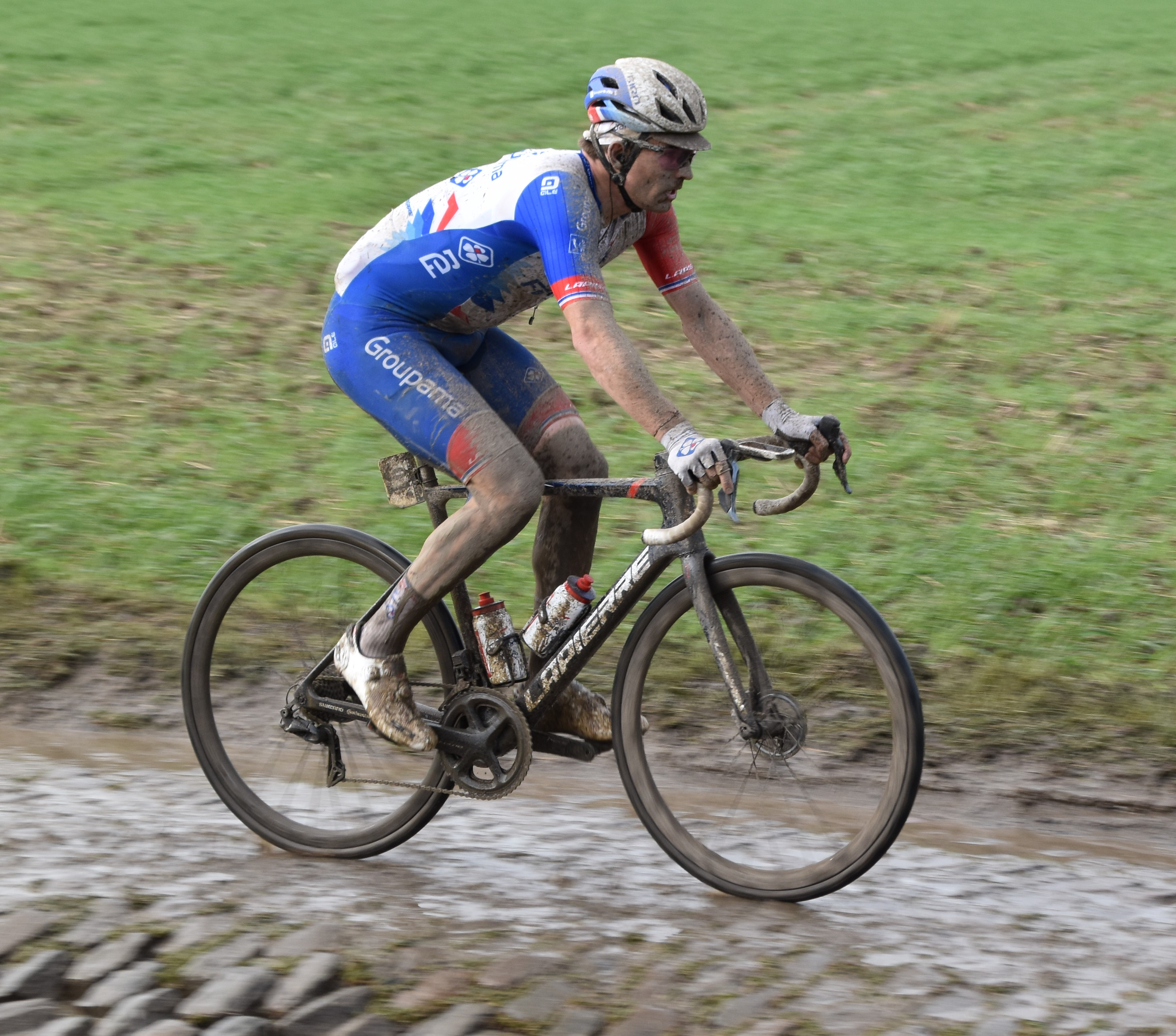
Arnaud Démare durant Paris-Roubaix 2021

Pour le lancement de sa saison sur le Tour de La Provence, il impressionne dans le final de la première étape mais lance son sprint de trop loin compte tenu du vent de face. Il se classe deuxième, coiffé in extremis par l'Italien Davide Ballerini. Sur la dernière étape de l'épreuve, il n'arrive pas à se mêler au sprint final. Lors de la première étape de Paris-Nice, il est devancé par Sam Bennett.
Sa campagne de classique est ensuite décevante. Lors d'À travers les Flandres, il dispute le sprint pour la deuxième place, mais ne termine que 21e. Le 4 avril, il renoue avec la victoire en remportant la Roue Tourangelle devant Nacer Bouhanni et Marc Sarreau. Alors qu'il devait disputer Grand Prix de l'Escaut, son équipe Groupama-FDJ se retire en raison d'un cas de COVID-19.
Il gagne ensuite deux étapes du Tour de la Communauté valencienne, où il participe à la domination de son équipe qui gagne quatre des cinq étapes et le classement général. Fin mai, il est présent sur les Boucles de la Mayenne, où il considéré comme un favori. Lors de la première étape, son équipe est à la seule à rouler pour rattraper les échappés, ce qui l'incite à demander à ses coéquipiers de stopper leur effort tant que d'autres équipes ne viendront pas leur prêter main-forte. D'autres équipes décident finalement de rouler mais trop tard pour revenir sur les l'échappés. Démare termine alors 3e de l'étape. La deuxième étape voit cette fois le peloton rattraper l'échappée, ce qui lui permet de remporter l'étape au sprint devant Niccolò Bonifazio et Kristoffer Halvorsen. Le lendemain, il gagne la 3e étape et devient leader du général. Il remporte également la quatrième étape ainsi que le classement final. Au mois de juin, il s'adjuge une étape de la Route d'Occitanie. De retour sur le Tour de France, il ne prend part qu'à un seul sprint lors de la première semaine (4e à Châteauroux), avant de terminer hors délais lors de la 9e étape à Tignes. Il enchaine ensuite avec son premier Tour d'Espagne, où il se classe deuxième de la 4e étape, son seul top 5 de la course.
Fin septembre, il participe aux mondiaux de Louvain, en Belgique, où il joue un rôle d'équipier pour Julian Alaphilippe qui remporte son deuxième titre consécutif. Le 7 octobre, il se classe deuxième de Paris-Bourges, derrière le Belge Jordi Meeus et le 10 octobre, il remporte Paris-Tours, après avoir rattrapé avec Jasper Stuyven le duo de tête, à 300 mètres de l'arrivée : il lance le sprint et devance Franck Bonnamour et Stuyven. C'est la première victoire française sur Paris-Tours depuis Frédéric Guesdon en 2006.

### 2022: trois victoires d'étapes au Tour d'Italie
En 2022, Arnaud Démare sait dès le début de saison qu'il n'est pas retenu pour le Tour de France, conséquence de son échec de la saison précédente et de la volonté de son équipe d'y aligner une équipe centrée sur ses grimpeurs. Il est attendu sur le Tour d'Italie et le Tour d'Espagne. Son meilleur résultat de début de saison est une deuxième place derrière Caleb Ewan lors de la troisième étape de Tirreno-Adriatico. Également sixième de la Classic Bruges-La Panne et dixième de Milan-San Remo et de Gand-Wevelgem, il considère à la fin du mois de mars être physiquement au niveau et que ce sont des erreurs de certains de ses coéquipiers qui font qu'il n'a pas remporté de course,. Il n'est présent ni au Tour des Flandres ni à Paris-Roubaix pour se focaliser sur le Giro.

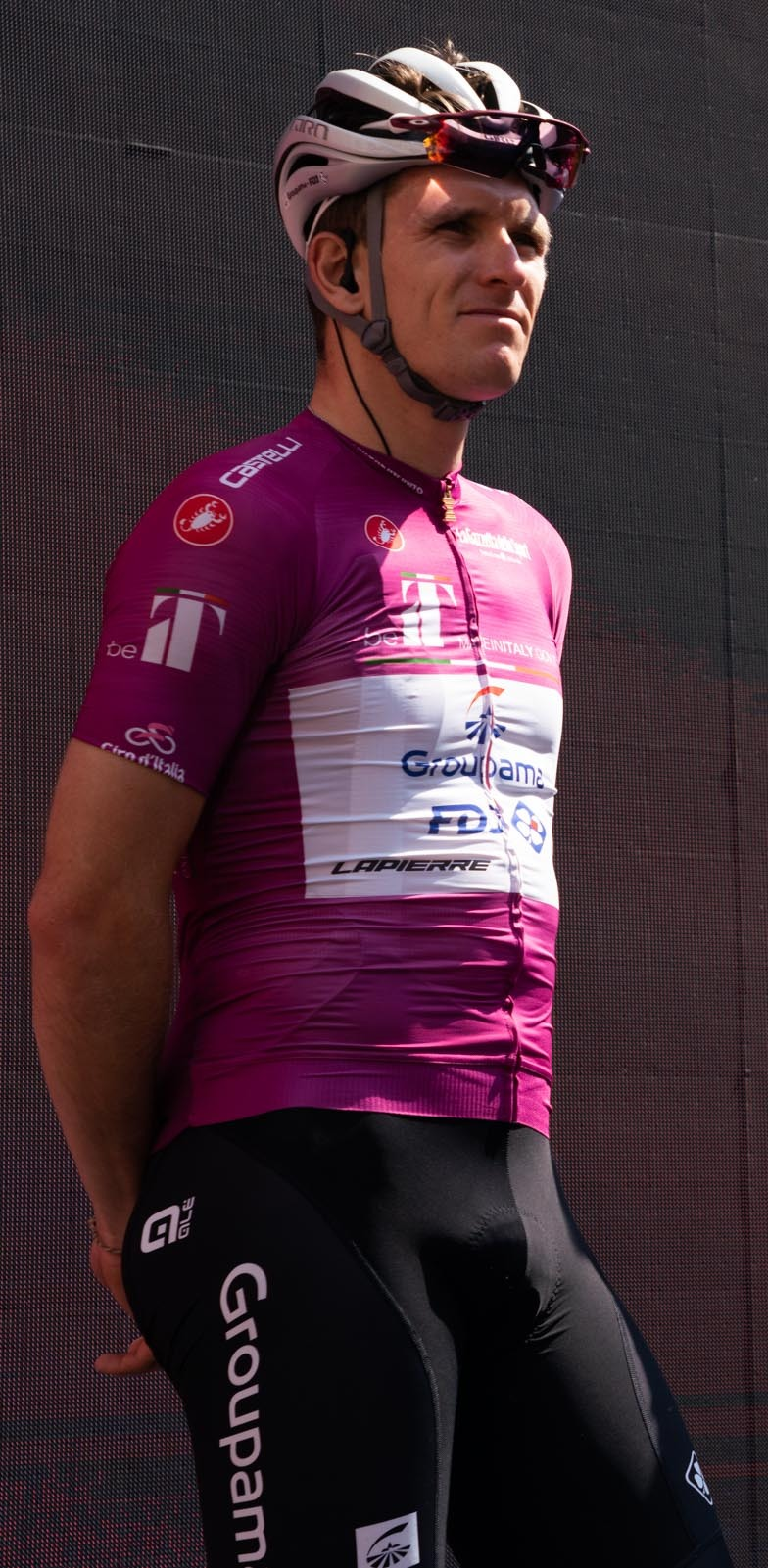
Arnaud Démare avec le maillot cyclamen lors du Tour d'Italie 2022

Sur le Tour d'Italie, tout d'abord deuxième de la troisième étape derrière Mark Cavendish, il remporte ensuite la cinquième étape lors d'un sprint où Cavendish, Caleb Ewan mais aussi son habituel poisson-pilote Jacopo Guarnieri, remplacé pour l'occasion par Ramon Sinkeldam, sont absents car ayant été préalablement distancés. Il prend alors la tête du classement par points. Le lendemain, Démare gagne à nouveau, cette fois devant Ewan et Cavendish. Cette victoire est sa septième sur une étape du Giro, ce qui constitue un record pour un Français devant les six victoires d'étape de Jacques Anquetil et Bernard Hinault. Quatrième du sprint de la onzième étape remporté par Alberto Dainese, Arnaud Démare remporte ensuite une troisième victoire lors de la treizième étape. À l'issue de cette course où il loue le « travail collectif » réalisé par ses équipiers, il souhaite publiquement que ceux en fin de contrat en fin d'année bénéficient d'une prolongation et consolide son avance au classement par points sur le deuxième, Mark Cavendish,. La dernière semaine, orientée sur la montagne, ne change pas le classement par points. Démare remporte donc pour la deuxième fois après 2020 le maillot cyclamen.
Démare ambitionne ensuite de s'imposer lors du championnat de France sur route de Cholet. Il remporte le 16 juin sa course de reprise, la première étape de la Route d'Occitanie où, en l'absence de Guarnieri, Bram Welten lui sert de poisson-pilote. Il est ensuite sixième du championnat de France. Lors du Tour de Pologne il obtient plusieurs accessits dont une deuxième place sur la cinquième étape avant de remporter la dernière étape ainsi que le classement des sprints. Il est sélectionné pour la course en ligne des championnats d'Europe et est le chef de file de l'équipe de France. Cette course se termine par un sprint massif où Démare se classe deuxième derrière le favori néerlandais Fabio Jakobsen.
Sa fin de saison est marquée par de nombreuses deuxièmes places sur des courses d'un jour (Egmont Cycling Race, Course des raisins, Primus Classic, Tour de Vendée, Paris-Bourges). Il remporte également pour la troisième fois le Grand Prix d'Isbergues, ce qui constitue un record sur cette épreuve. Sa dernière course de la saison est Paris-Tours le 9 octobre. Lancé pour l'occasion par Stefan Küng, Démare s'impose au sprint devant Edward Theuns et Sam Bennett et devient le premier coureur depuis Philippe Gilbert en 2009 à remporter cette course deux années consécutives.

### 2023: départ de Groupama-FDJ en cours de saison pour Arkéa-Samsic
Arnaud Démare aborde 2023 avec une équipe remodelée autour de lui avec les départs dans d'autres formations de Jacopo Guarnieri et Ramon Sinkeldam. Marc Madiot, manager de l'équipe Groupama-FDJ, explique ces changements par une volonté de s'adapter à l'évolution des courses cyclistes en étant « capable de participer à une course de mouvement avant d'éventuellement finir par un sprint ». Ne bénéficiant plus systématiquement d'un train, Jake Stewart et Bram Welten sont néanmoins cités comme devant l'accompagner sur certaines épreuves. Démare, crédité avant cette saison de 91 victoires durant sa carrière, ambitionne d'atteindre les 100 durant l'année.
Son retour à la compétition est retardé à la suite d'une infection au SARS-CoV-2. Dans un début de saison marqué par des critiques publiques envers Démare de son coéquipier David Gaudu, qui s'en excuse, Démare n'obtient comme meilleur résultat sur Paris-Nice que deux dixièmes places d'étapes tout en aidant Gaudu à y prendre des bonifications. N'obtenant qu'une quatrième place d'étape sur le Région Pays de la Loire Tour et « en manque de condition » selon sa formation, Démare renonce à participer à Paris-Roubaix et il est remplacé par Miles Scotson.
Après plusieurs semaines d'arrêt, Démare reprend la compétition à la fin du mois de mai lors des Boucles de la Mayenne et retrouve la victoire à cette occasion en s'imposant au sprint sur la deuxième étape. Une semaine plus tard, il remporte la Brussels Cycling Classic.
En juin, Marc Madiot annonce la non-séléction du Picard au Tour de France. Démare fait publiquement part de sa déception et ajoute avoir appris durant les Boucles de la Mayenne que son équipe ne renouvellerait pas son contrat en fin de sa saison. Il se dit « en colère, écœuré car j'ai travaillé pour, j'ai fait des concessions dès cet hiver en sachant que j'aurais un coéquipier avec moi pour le sprint ».
En juillet, Arnaud Démare quitte l'équipe Groupama-FDJ. Il intègre la formation Arkéa-Samsic dès le 1er août 2023. Il dispute deux semaines plus tard sa première course sous ses nouvelles couleurs lors du Tour de Louvain-Mémorial Jef Scherens puis obtient son premier résultat significatif lors de la Bemer Cyclassics qu'il finit en quatrième position. En septembre, troisième du Grand Prix d'Isbergues, il fait partie de l'équipe de France lors de la course en ligne des Championnats d'Europe qui est remportée par Christophe Laporte. Le 1er octobre, Démare remporte sa première victoire sous les couleurs d'Arkéa-Samsic lors du Tour de Vendée où il devance Paul Penhoët, son ancien coéquipier chez Groupama-FDJ. Quatre jours plus tard, il est de nouveau victorieux à Paris-Bourges en réglant au sprint les Belges Arnaud De Lie et Jordi Meeus.

### 2024: objectif des 100 victoires en carrière non atteint
Arnaud Démare souhaite en 2024 disputer le Tour de France et atteindre le cap des 100 victoires. Il bénéficie du recrutement de Florian Sénéchal et Miles Scotson pour l'aider dans les sprints, en plus de Daniel McLay déjà présent au sein de la formation Arkéa-B&B Hotels. Ses performances de début de saison ne lui permettent pas d'espérer une victoire, obtenant pour meilleur résultat deux cinquièmes places. À la fin du mois de mars, atteint de « grande fatigue », il est forfait pour plusieurs courses, dont Paris-Roubaix et mis au repos. Après deux semaines d'arrêt et un stage en Espagne, Démare reprend la compétition le 14 mai à l'occasion des Quatre Jours de Dunkerque où il chute lors de la première étape,. Atteint à cette occasion d'une fracture déplacée de l'auriculaire droit, il termine cette course à étapes mais doit déclarer forfait pour plusieurs courses d'un jour en Belgique dans les semaines suivantes.
Auteur de deux tops 10 sur la première semaine du Tour de France, il pense initialement obtenir son premier podium à l'occasion de la douzième étape mais est déclassé de la troisième place pour sprint irrégulier. Il est hors délais de sept minutes lors de la dix-neuvième étape remportée à Isola 2000 par Tadej Pogačar. En août, deuxième de la deuxième étape du Tour Poitou-Charentes en Nouvelle-Aquitaine, il remporte deux jours plus tard la quatrième étape, sa première victoire de l'année. En septembre, il est avec Christophe Laporte un des chefs de file de l'équipe de France sur la course en ligne des championnats d'Europe. Onzième de cette course, il remporte sa deuxième victoire une semaine plus tard lors de Paris-Chauny. Cette saison, émaillée d'ennuis physiques, se révèle être pour Démare un échec car elle est la moins prolifique depuis 2015.

### 2025
Comme l'année précédente, Arnaud Démare commence sa nouvelle saison avec l'objectif d'obtenir sa centième victoire professionnelle. Il obtient plusieurs places d'honneur au premier trimestre et se classe notamment deuxième à trois reprises sur des étapes de l'Étoile de Bessèges-Tour du Gard, et de Paris-Nice.

## Style
Arnaud Démare est un coureur spécialiste des arrivées au sprint. Il dispute principalement ses sprints en étant accompagné d'équipiers dévoués à la préparation des arrivées avec Mickaël Delage comme lanceur de ses débuts en professionnel jusqu'en fin d'année 2016,. Jacopo Guarnieri lui succède dans ce rôle entre 2017 et 2022. Classé comme sprinteur, Démare se définit plutôt comme un sprinteur-rouleur. En raison de son palmarès et ses performances, il est considéré comme l'un des meilleurs sprinteurs français de l'histoire, derrière André Darrigade,.
Démare est également adepte des classiques, notamment les Flandriennes dont fait partie Paris-Roubaix qui constitue un objectif de carrière pour lui et qui représente « la course de (ses) rêves ».

## Palmarès, résultats et classements

### Palmarès amateur
| - 2007 - 3e du championnat de France sur route cadets - 2008 - 1re et 4e étapes de la Coupe des Nations Abitibi - 2e des Boucles de Seine-et-Marne - 2009 - 2e étape des Boucles du Canton de Trélon - 3e étape du Tour d'Istrie - Signal d'Écouves - 2e étape de Liège-La Gleize (contre-la-montre par équipes) - Médaillé d'argent au championnat du monde sur route juniors - 2e des Boucles de Seine-et-Marne - 2e de Paris-Roubaix juniors - Médaillé de bronze au championnat d'Europe sur route juniors - 3e de La Bernaudeau Junior - 3e du Tour d'Istrie - 2010 - 4e étape de la Coupe des nations Ville Saguenay - Grand Prix de Pérenchies - 3e étape du Tour de Moselle - Médaillé de bronze au championnat d'Europe sur route espoirs - 3e du Tour de Moselle - 5e du championnat du monde sur route espoirs | - 2011 - Champion du monde sur route espoirs - La Tramontane - Boucles catalanes - Vienne Classic espoirs - Côte picarde - Grand Prix de Ham - 1re et 4e étapes de la Coupe des nations Ville Saguenay - Ronde pévéloise - Tour des Cantons de Mareuil et Verteillac : - Classement général - 1re étape - 3e étape du Tour Alsace - 3e étape du Tour de Moselle - 2e du championnat de France sur route espoirs - 2e du Grand Prix Cristal Energie - 3e de Paris-Arras - 3e de la Nocturne de Bar-sur-Aube |  |

### Palmarès professionnel
| - 2012 - 6e étape du Tour du Qatar - Le Samyn - 2e étape des Trois Jours de Flandre-Occidentale - Cholet-Pays de Loire - 2e étape de la Route du Sud - Vattenfall Cyclassics - 2e de Halle-Ingooigem - 2e du championnat de France sur route - 2013 - Grand Prix de Denain - Quatre Jours de Dunkerque : - Classement général - 1re, 2e et 3e étapes - 4e étape du Tour de Suisse - London Ride Classic - 2e étape de l'Eneco Tour - Grand Prix d'Isbergues - 2e de Paris-Bourges - 3e de Paris-Tours - 10e de la Vattenfall Cyclassics - 2014 - Champion de France sur route - 6e étape du Tour du Qatar - Quatre Jours de Dunkerque : - Classement général - 1re et 2e étapes, - Tour de Picardie : - Classement général - 2e et 3e étapes - Halle-Ingooigem - Championnat des Flandres - Grand Prix d'Isbergues - Eurométropole Tour : - Classement général - 1re, 2e et 4e étapes - 2e de Gand-Wevelgem - 3e de la Brussels Cycling Classic - 2015 - 3e et 4e étapes du Tour de Belgique - 6e de la Vattenfall Cyclassics - 2016 - 1re (contre-la-montre par équipes) et 2e étapes de La Méditerranéenne - 1re étape de Paris-Nice - Milan-San Remo - 5e étape de la Route du Sud - Binche-Chimay-Binche - 2e de la Brussels Cycling Classic - 2e de Paris-Tours - 5e de Gand-Wevelgem - 2017 - Champion de France sur route - 1re et 4e étapes de l'Étoile de Bessèges - 1re étape de Paris-Nice - Grand Prix de Denain - 2e étape des Quatre Jours de Dunkerque - 2e étape du Critérium du Dauphiné - Halle-Ingooigem - 4e étape du Tour de France - Brussels Cycling Classic - 2e de la EuroEyes Cyclassics - 6e de Milan-San Remo - 6e de Paris-Roubaix - 2018 - 1re étape de Paris-Nice - 8e étape du Tour de Suisse - 18e étape du Tour de France - Tour du Poitou-Charentes : - Classement général - 1re, 2e, 3e, 4e (contre-la-montre) et 5e étapes - 2e de Kuurne-Bruxelles-Kuurne - 2e de la EuroEyes Cyclassics - 2e du Grand Prix de Fourmies - 3e de Milan-San Remo - 3e de Gand-Wevelgem - 9e du Circuit Het Nieuwsblad | - 2019 - 10e étape du Tour d'Italie - 2e et 4e étapes de la Route d'Occitanie - 4e étape du Tour de Wallonie - 3e étape du Tour de Slovaquie - 2e du Tour de Slovaquie - 8e de la EuroEyes Cyclassics - 9e du championnat d'Europe sur route - 2020 - Champion de France sur route - Milan-Turin - Tour de Wallonie : - Classement général - 2e et 4e étapes - Tour Poitou-Charentes en Nouvelle-Aquitaine : - Classement général - 1re, 2e et 5e étapes - 2e étape du Tour de Luxembourg - Tour d'Italie : - Classement par points - 4e, 6e, 7e et 11e étapes - Médaillé d'argent du championnat d'Europe sur route - 2021 - Roue tourangelle - 2e et 5e étapes du Tour de la Communauté valencienne - Boucles de la Mayenne : - Classement général - 2e, 3e et 4e étapes - 2e étape de la Route d'Occitanie - Paris-Tours - 2e de Paris-Bourges - 2022 - Tour d'Italie : - Classement par points - 5e, 6e et 13e étapes - 1re étape de la Route d'Occitanie - 7e étape du Tour de Pologne - Grand Prix d'Isbergues - Paris-Tours - Médaillé d'argent du championnat d'Europe sur route - 2e de l'Egmont Cycling Race - 2e de la Course des raisins - 2e de la Primus Classic - 2e du Tour de Vendée - 2e de Paris-Bourges - 6e de la Classic Bruges-La Panne - 10e de Milan-San Remo - 10e de Gand-Wevelgem - 2023 - 2e étape des Boucles de la Mayenne - Brussels Cycling Classic - Tour de Vendée - Paris-Bourges - 2e des Boucles de la Mayenne - 3e du Grand Prix d'Isbergues - 4e de la Bemer Cyclassics - 2024 - 4e étape du Tour Poitou-Charentes en Nouvelle-Aquitaine - Paris-Chauny - 2025 - 4e du Copenhagen Sprint |  |

Podiums
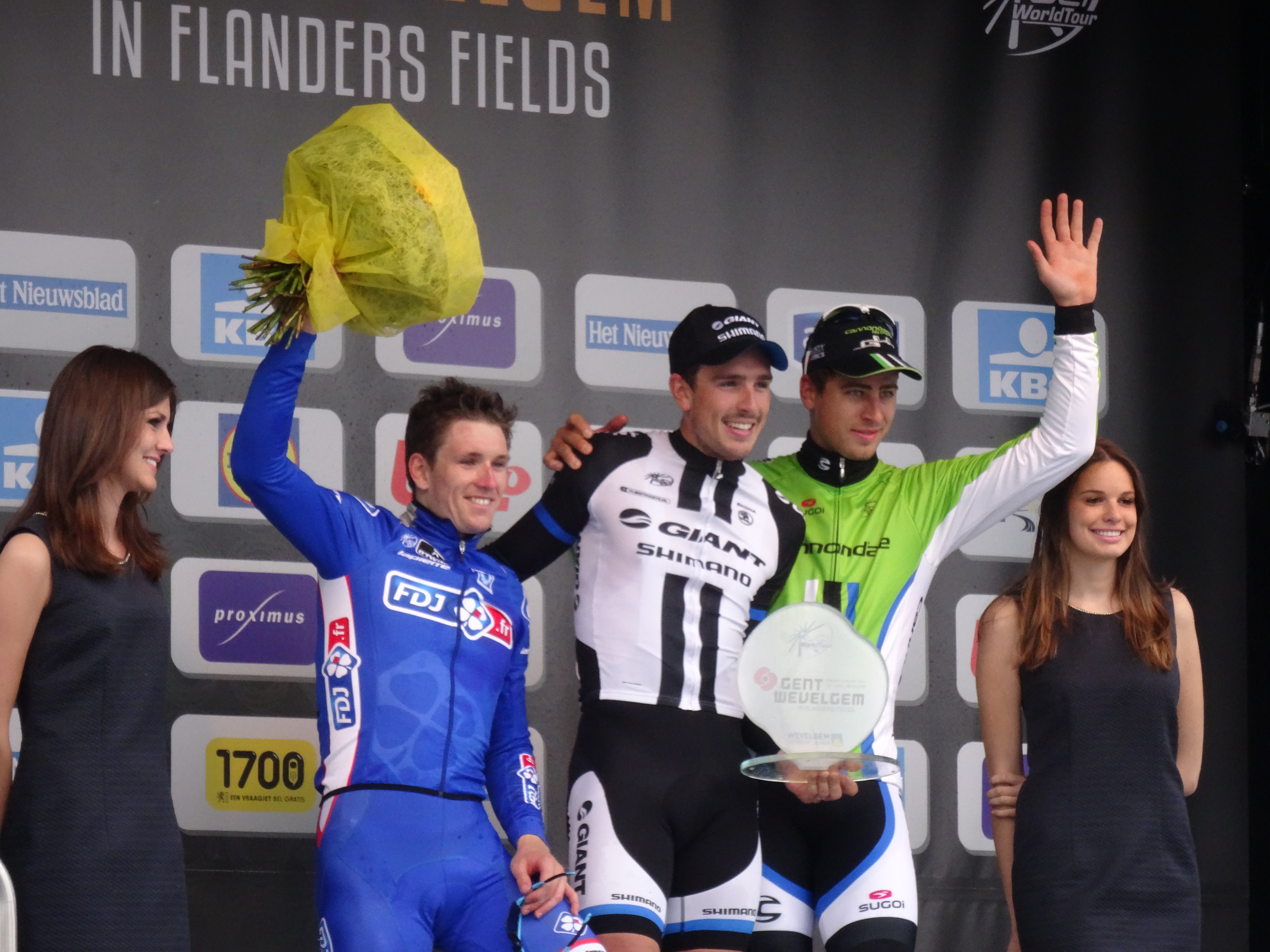
Podium de l'édition 2014 du Gand-Wevelgem : Arnaud Démare (2e), John Degenkolb (1er) et Peter Sagan (3e).
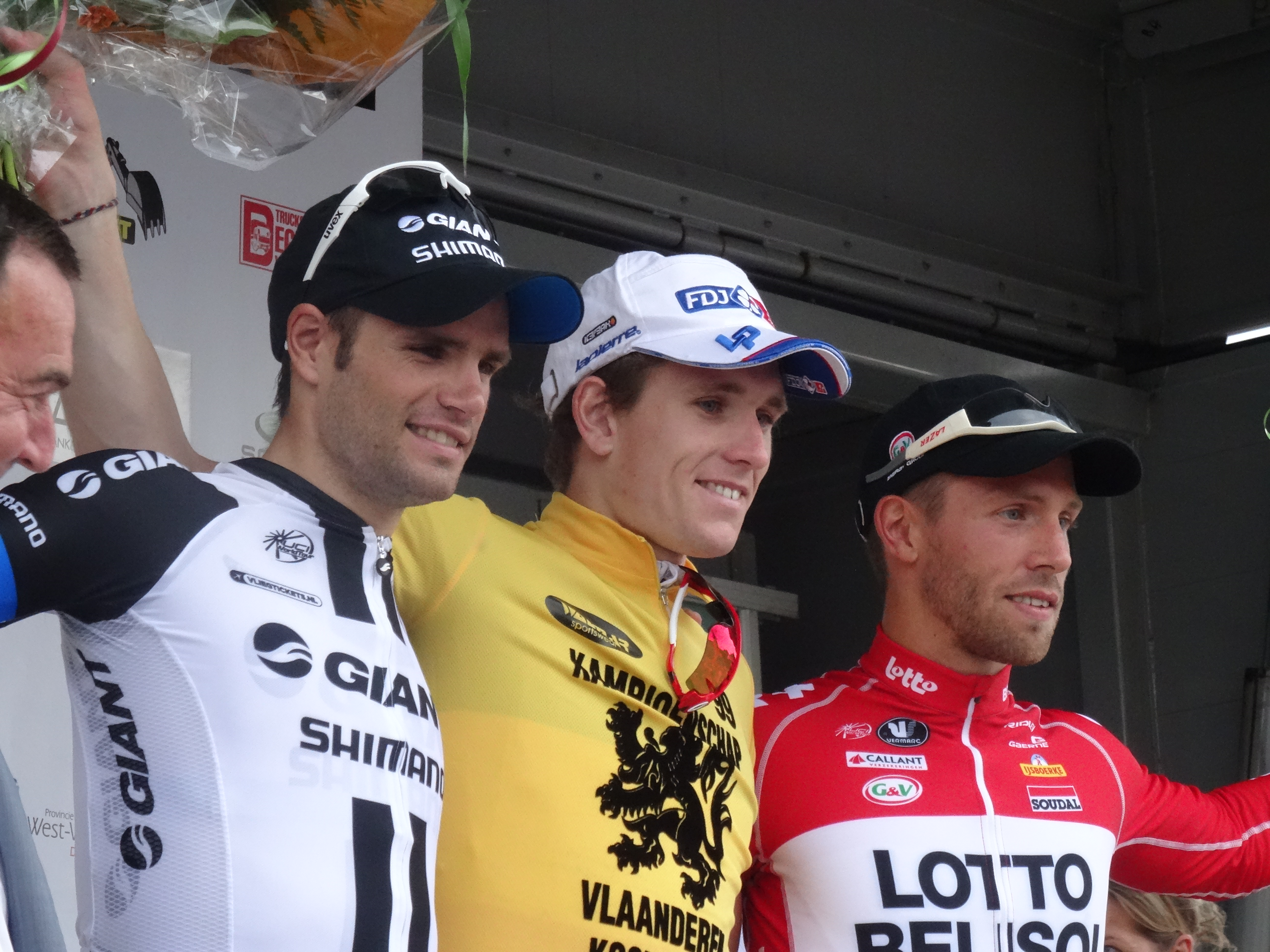
Podium de l'édition 2014 du Championnat des Flandres : Luka Mezgec (2e), Arnaud Démare (1er) et Jonas Van Genechten (3e).
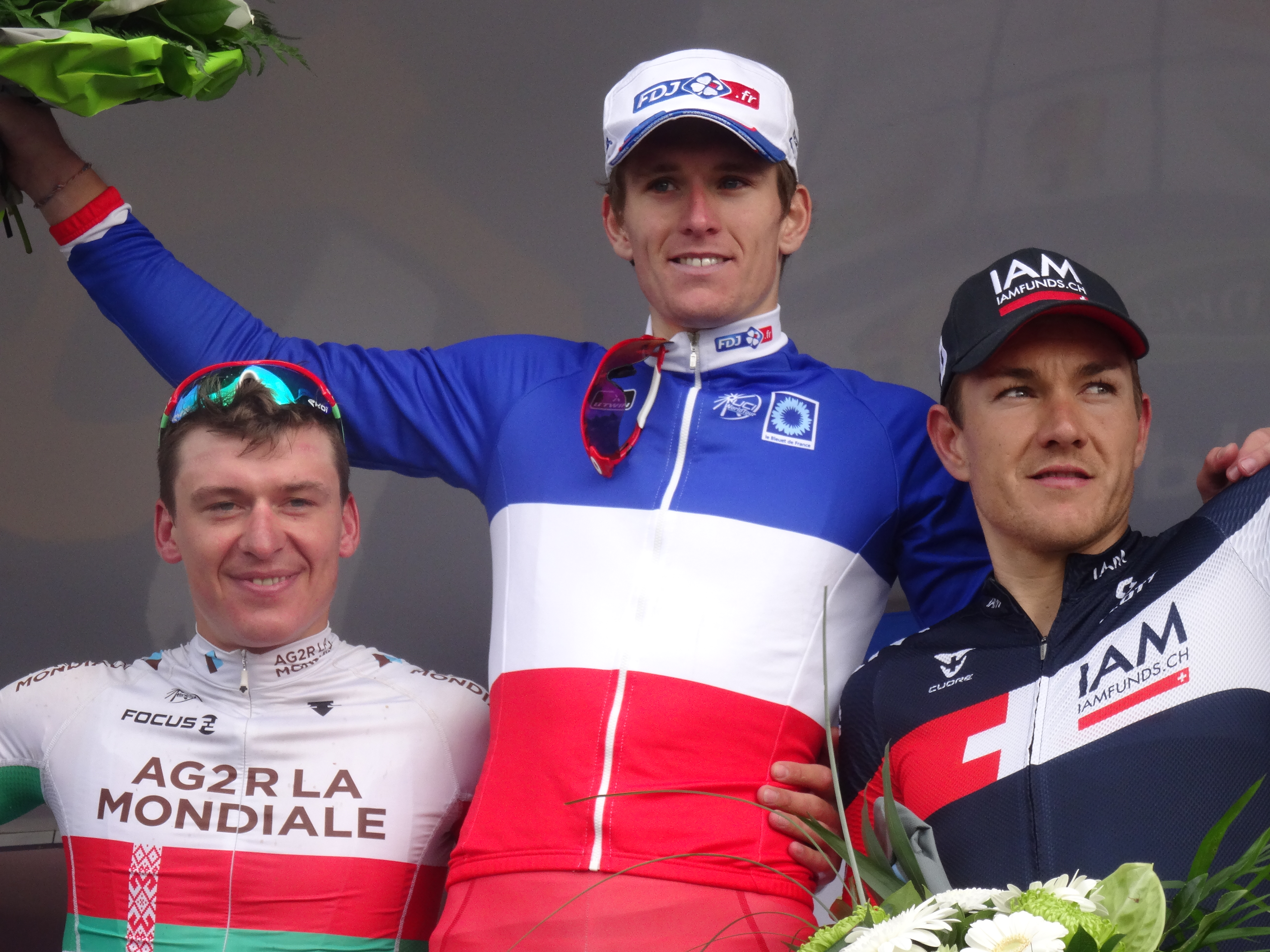
Podium de l'édition 2014 du Grand Prix d'Isbergues : Yauheni Hutarovich (2e), Arnaud Démare (1er) et Heinrich Haussler (3e).
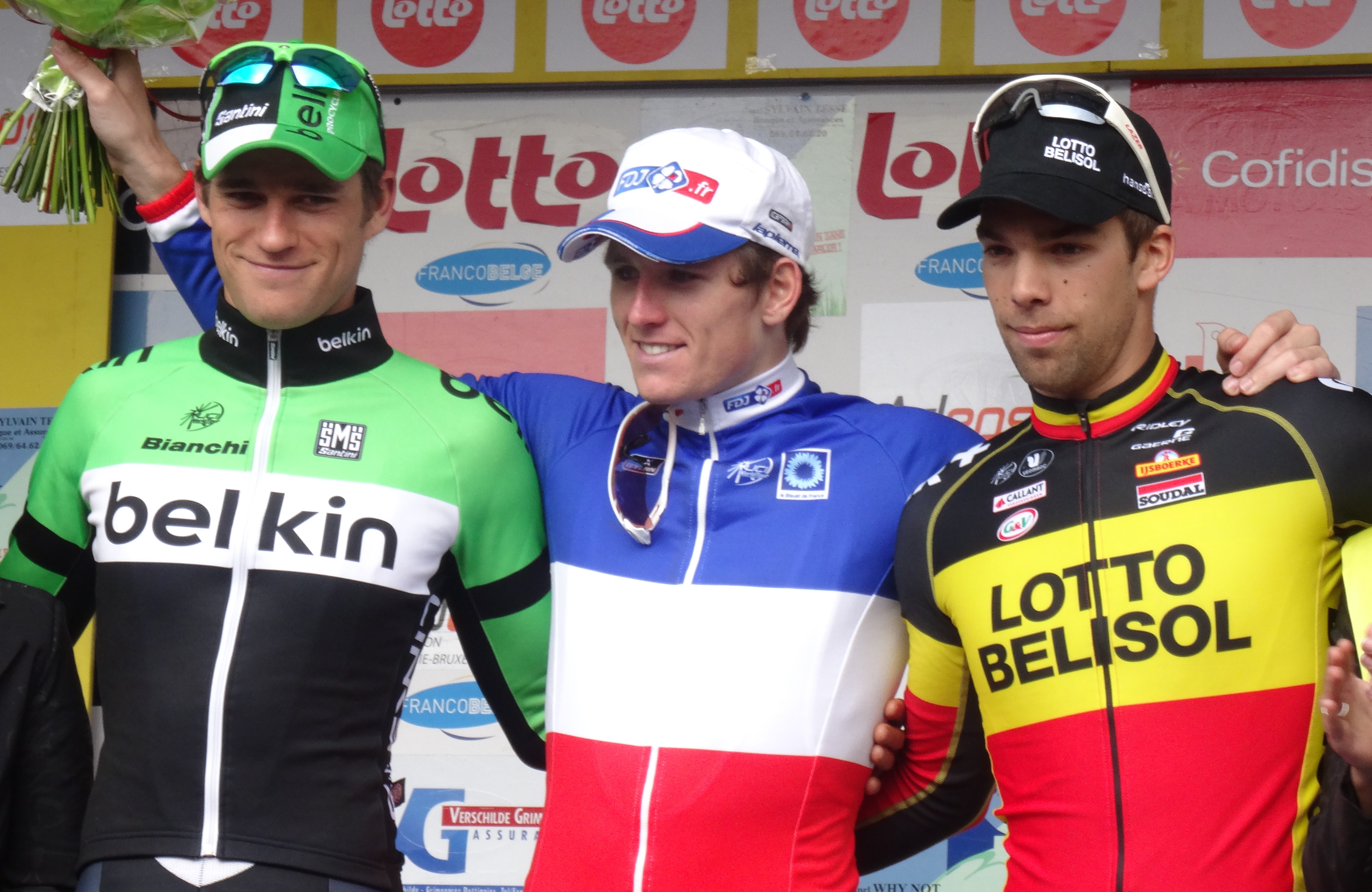
Podium de l'édition 2014 de l'Eurométropole Tour : Theo Bos (3e), Arnaud Démare (1er) et Jens Debusschere (2e).

### Résultats sur les grands tours

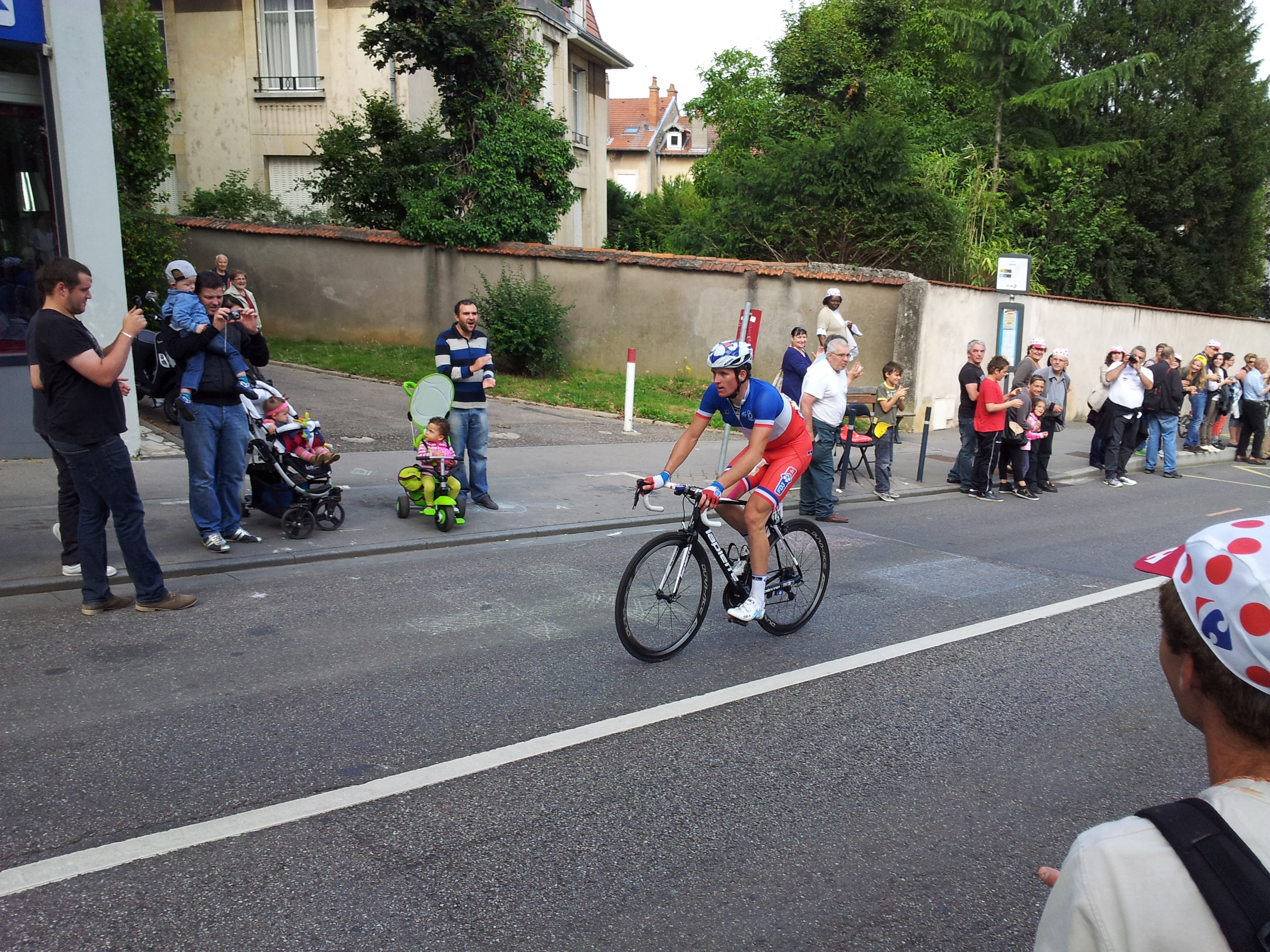
Arnaud Démare dans la côte de Boufflers (7e étape du Tour de France 2014).

#### Tour de France
7 participations
- 2014 : 159e
- 2015 : 138e
- 2017 : hors délais (9e étape), vainqueur de la 4e étape
- 2018 : 141e, vainqueur de la 18e étape
- 2021 : hors délais (9e étape)
- 2024 : hors délais (19e étape)
- 2025 : 153e

#### Tour d'Italie
5 participations
- 2012 : abandon (14e étape)
- 2016 : abandon (14e étape)
- 2019 : 123e, vainqueur de la 10e étape
- 2020 : 121e,  vainqueur du classement par points, vainqueur des 4e, 6e, 7e et 11e étapes
- 2022 : 130e,  vainqueur du classement par points, vainqueur des 5e, 6e et 13e étapes

#### Tour d'Espagne
1 participation
- 2021 : 96e

### Principales classiques et championnats du monde
Le tableau suivant présente les résultats d’Arnaud Démare lors des classiques de l'UCI World Tour (ex-ProTour), des classiques de l'ancienne Coupe du monde ainsi qu'aux différentes compétitions internationales.
| Légende | Légende | Légende | Légende     | Légende | Légende              | Légende                          | Légende       |
| ------- | ------- | ------- | ----------- | ------- | -------------------- | -------------------------------- | ------------- |
| AB      | Abandon | HD      | Hors-délais | -       | Pas de participation | Épreuve inexistante à cette date | Pas d'épreuve |

| Année | Milan- San Remo | E3 BinckBank Classic             | Gand-Wevelgem | Tour des Flandres | Paris-Roubaix                    | Cyclassics de Hambourg           | Bretagne Classic | Europe - Course en ligne         | Mondial- Course en ligne | Paris-Tours |
| ----- | --------------- | -------------------------------- | ------------- | ----------------- | -------------------------------- | -------------------------------- | ---------------- | -------------------------------- | ------------------------ | ----------- |
| 2012  | -               | -                                | 143e          | -                 | -                                | Vainqueur                        | 42e              | Épreuve inexistante à cette date | -                        |             |
| 2013  | 129e            | -                                | 12e           | 24e               | 90e                              | 10e                              | AB               | Épreuve inexistante à cette date | -                        | 3e          |
| 2014  | 34e             | -                                | 2e            | AB                | 12e                              | 45e                              | -                | Épreuve inexistante à cette date | -                        | 42e         |
| 2015  | 127e            | -                                | 15e           | 23e               | 37e                              | 6e                               | -                | Épreuve inexistante à cette date | 38e                      | 12e         |
| 2016  | Vainqueur       | 102e                             | 5e            | AB                | -                                | 34e                              | AB               | -                                | AB                       | 2e          |
| 2017  | 6e              | -                                | 78e           | 56e               | 6e                               | 2e                               | AB               | -                                | -                        | -           |
| 2018  | 3e              | -                                | 3e            | 15e               | 61e                              | 2e                               | -                | -                                | -                        | 14e         |
| 2019  | 32e             | 34e                              | 67e           | 28e               | 17e                              | 8e                               | 34e              | 9e                               | -                        | 4e          |
| 2020  | 23e             | Épreuve inexistante à cette date | -             | -                 | Épreuve inexistante à cette date | Épreuve inexistante à cette date | -                | 2e                               | -                        | -           |
| 2021  | 26e             | -                                | 44e           | -                 | 34e                              | Épreuve inexistante à cette date | -                | -                                | 56e                      | Vainqueur   |
| 2022  | 10e             | -                                | 10e           | -                 | -                                | AB                               | 121e             | 2e                               | -                        | Vainqueur   |
| 2023  | 51e             | -                                | 79e           | -                 | -                                | 4e                               | -                | 73e                              | -                        | 8e          |
| 2024  | 43e             | -                                | 60e           | -                 | -                                | 12e                              | -                | 11e                              | -                        | 52e         |

### Classements mondiaux
En 2005, l'UCI ProTour et les circuits continentaux sont créés, ayant chacun leur classement. L'UCI ProTour devient l'UCI World Tour et comprend 27 courses en 2011 et son classement ne concerne que les coureurs membres des 18 équipes ProTeam, dont FDJ ne fait pas partie. L'année suivante, FDJ-BigMat retrouve un statut de ProTeam, ce qui fait que Démare peut être classé au World Tour.
| Année                                 | 2010 | 2011 | 2012 | 2013 | 2014 | 2015 | 2016 | 2017 | 2018 | 2019 | 2020 | 2021 | 2022 | 2023 | 2024 |
| ------------------------------------- | ---- | ---- | ---- | ---- | ---- | ---- | ---- | ---- | ---- | ---- | ---- | ---- | ---- | ---- | ---- |
| UCI World Tour                        |      |      | 60e  | 122e | 67e  | 98e  | 25e  | 30e  | 21e  |      |      |      |      |      |      |
| Classement mondial                    |      |      |      |      |      |      | 26e  | 18e  | 19e  | 84e  | 9e   | 51e  | 14e  | 76e  | 202e |
| UCI Europe Tour                       | 199e | 29e  |      |      |      |      | 21e  | 6e   | 30e  | 70e  | 8e   | 43e  | 12e  | 59e  | nc   |
| UCI America Tour                      | 248e | 129e |      |      |      |      | nc   | nc   | nc   |      |      |      |      |      |      |
| UCI Oceania Tour                      | 21e  | nc   |      |      |      |      | nc   | nc   | nc   |      |      |      |      |      |      |
|                                       |      |      |      |      |      |      |      |      |      |      |      |      |      |      |      |
| Légende : nc = non classéSource : UCI |      |      |      |      |      |      |      |      |      |      |      |      |      |      |      |

## Distinctions
- Vélo d'or Juniors : 2009
- Vélo d'or Espoirs : 2010, 2011

## Vie personnelle
Arnaud Démare se marie avec sa compagne en avril 2018. Il devient père d'une fille en avril 2023.